# Karl Heinrich Schönstedt
 Dr. Karl Heinrich Schönstedt (6 januari 1833 in Broich- aldaar in 1924) was een Duits jurist, rechter en politicus. Hij was van 1894 tot 1905 Minister van Justitie van Pruisen. Op 27 januari 1900 werd hij onderscheiden met het Grootkruis in de Orde van de Rode Adelaar.
In 1911 werd hij in de adelstand verheven en mocht hij zich "Karl Heinrich von Schönstedt" noemen. 
Friedrich Leopold von Kircheisen · Heinrich von Danckelmann · Heinrich Gottlob von Mühler · Alexander von Uhden · Friedrich Wilhelm Ludwig von Bornemann · Karl Anton Maerker · Gustav Wilhelm Kisker · Wilhelm von Rintelen · Ludwig Simons · August von Bernuth · Leopold van Lippe · Adolf Leonhardt · Heinrich von Friedberg · Hermann von Schelling · Karl Heinrich Schönstedt · Maximilian von Beseler · Peter Spahn · Peter Spahn · Kurt Rosenfeld · Wolfgang Heine · Hugo am Zehnhoff · Hermann Schmidt · Hanns Kerrl · Franz Gürtner
Ministers van Justitie voor Herziening van de Wetgeving: Karl Albert von Kamptz · Friedrich Carl von Savigny
- Gemeinsame Normdatei: 116889209
- International Standard Name Identifier: 0000 0000 1021 808X
- Library of Congress Control Number: no2021138414
- Virtual International Authority File: 52453231
- WorldCat: E39PBJhGXBf7C6BmQgy9JFMkjC